# Ius sanguinis
Ius sanguinis (del llatí, "dret de sang") és el criteri jurídic que pot adoptar un ordenament per a la concessió de la ciutadania.
Segons el ius sanguinis, una persona adquireix la ciutadania dels seus ascendents pel simple fet de la seva filiació (biològica o fins i tot adoptiva), encara que el seu naixement hagi esdevingut en un altre estat.

## Diferència amb elIus soli
Si bé a través del ius sanguinis una persona adquireix la ciutadania d'un estat en funció de la seva família, el ius soli atorga la ciutadania a aquells nascuts en un estat determinat.
En molts casos el resultat és el mateix, però no sempre. El ius sanguinis tracta de protegir els drets dels emigrants. S'utilitza més en aquells països que, per la seva situació socioeconòmica, tenen tendència a major emigració.
És el dret de la sang, en tant que aquesta expressió llatina dona a entendre que la ciutadania i els drets d'una persona es regeixen per la legislació de la seva pàtria familiar d'origen, és a dir, per la sang encara que aquesta no sigui originària. En aquest sentit els fills que neixen a l'estranger mantenen la ciutadania dels seus pares, això sense perjudici del dret d'opció d'una altra ciutadania, que pugui correspondre en arribar a una determinada edat.
El  ius soli , però, s'utilitza més en països receptors d'emigrants, atès que s'adequa més a la realitat social.

## Alguns casos
- El  ius sanguinis  és el criteri principal per a l'adquisició de la ciutadania d'origen a Espanya, Itàlia, Alemanya i Hongria.